# Břestek
Břestek (německy Brestek) je obec v okrese Uherské Hradiště ve Zlínském kraji. Žije zde 880 obyvatel. K obci patří osada Chabaně vzdálená od ní asi dva kilometry.

## Historie
První písemná zmínka o obci pochází z roku 1131.

## Obyvatelstvo
| Rok            | 1869 | 1880 | 1890 | 1900 | 1910 | 1921 | 1930 | 1950 | 1961 | 1970 | 1980 | 1991 | 2001 | 2011 | 2021 |
| -------------- | ---- | ---- | ---- | ---- | ---- | ---- | ---- | ---- | ---- | ---- | ---- | ---- | ---- | ---- | ---- |
| Počet obyvatel | 788  | 800  | 831  | 884  | 904  | 918  | 880  | 836  | 905  | 905  | 750  | 611  | 698  | 753  | 801  |
| Počet domů     | 164  | 174  | 178  | 173  | 179  | 187  | 210  | 240  | 247  | 257  | 230  | 282  | 306  | 328  | 341  |

## Obecní správa
Mezi lety 1869–1950 Břestek byl obcí v okrese Uherské Hradiště. V letech 1961–1969 patřil jako část obce k Tupesům-Břestku a od 1. ledna 1970 je opět samostatnou obcí.

### Obecní symboly
Znak a vlajka byly obci uděleny rozhodnutím předsedy Poslanecké sněmovny Parlamentu České republiky dne 9. prosince 2002.

## Pamětihodnosti
- Socha svatého Jana Nepomuckého
- Zvonice
- Kaple Panny Marie Sedmibolestné
- Dům čp. 157

## Galerie

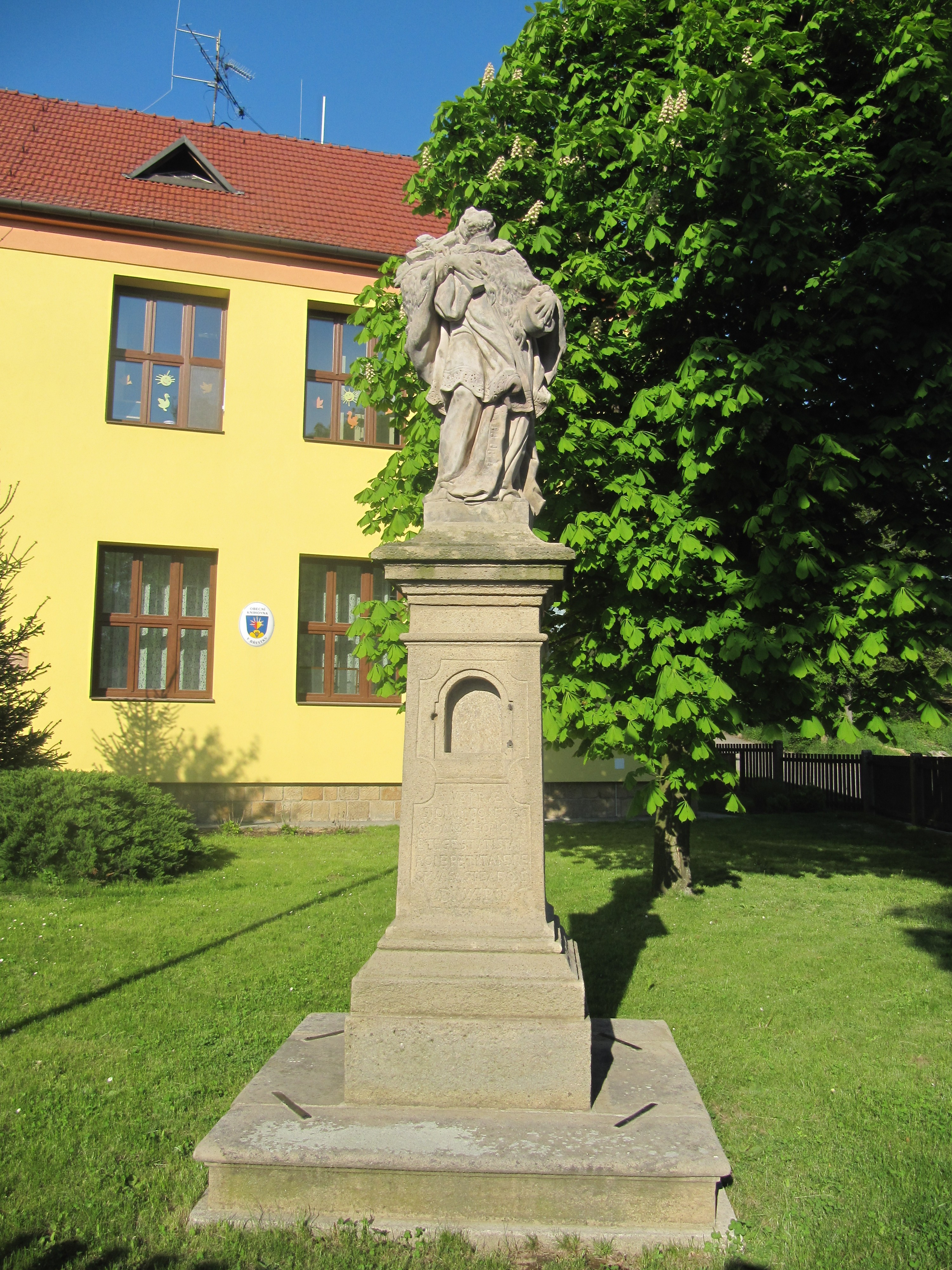
Socha svatého Jana Nepomuckého před mateřskou školou
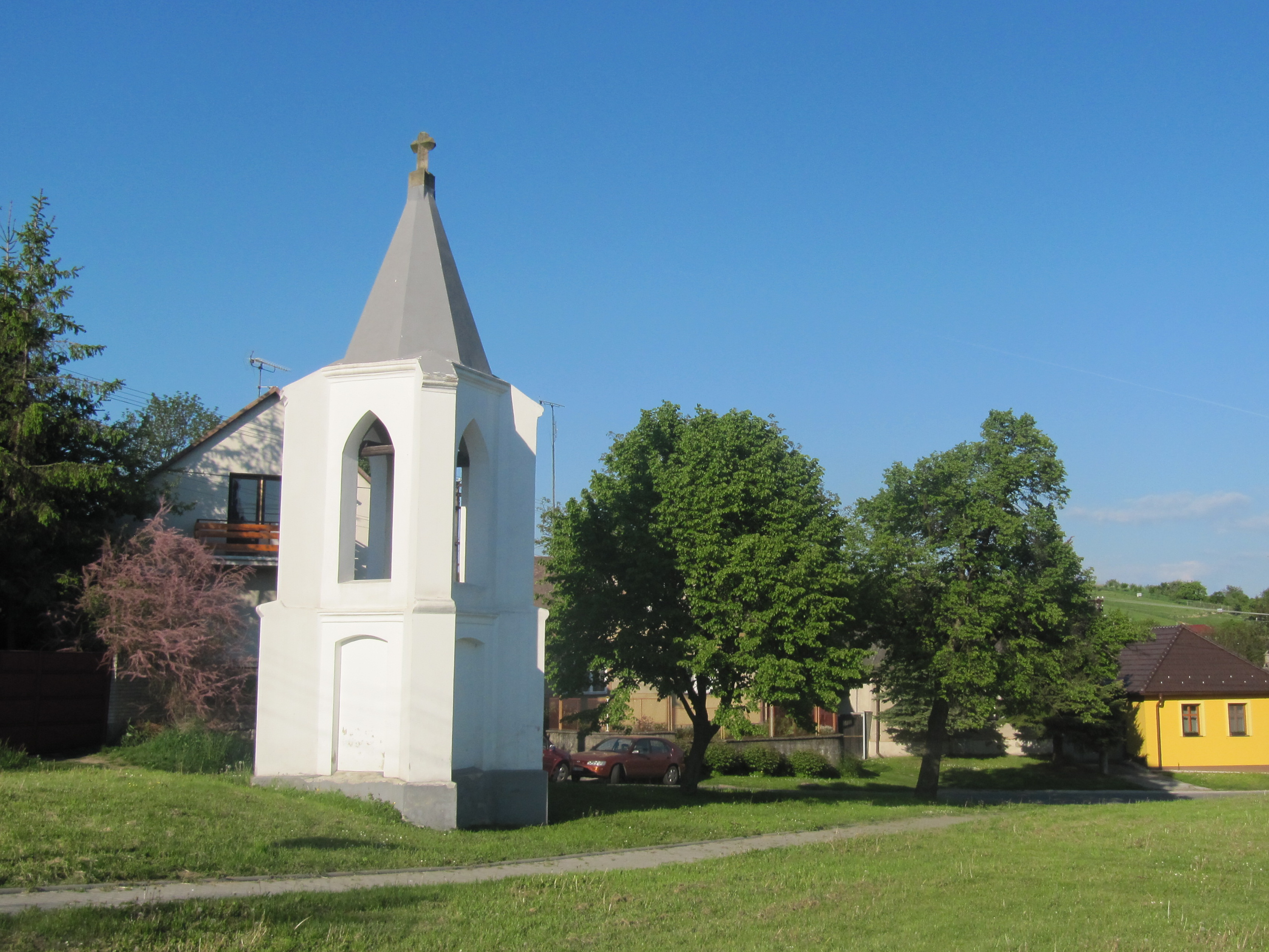
Zvonice na návsi
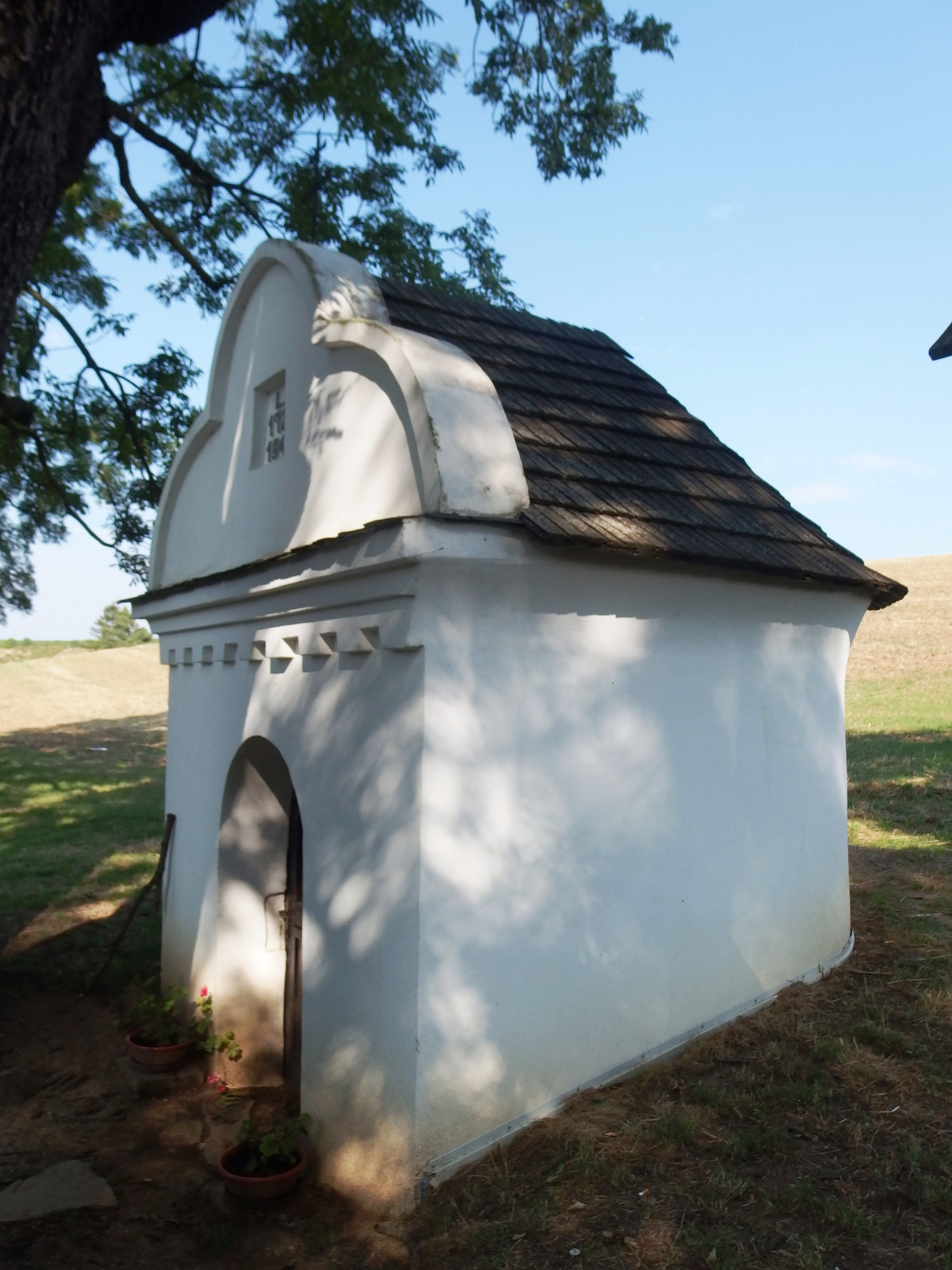
Kaple Panny Marie Sedmibolestné z roku 1720
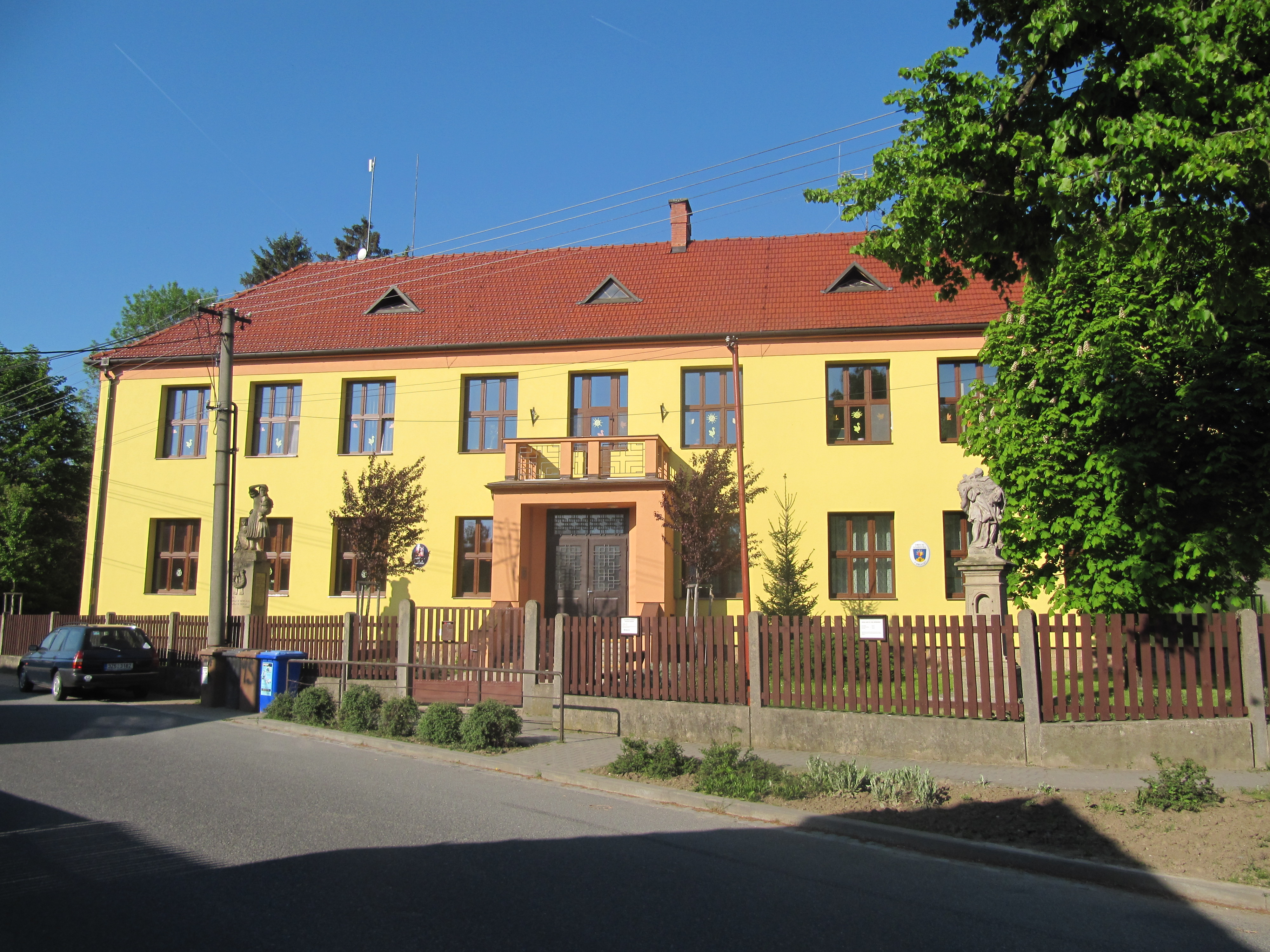
Mateřská škola
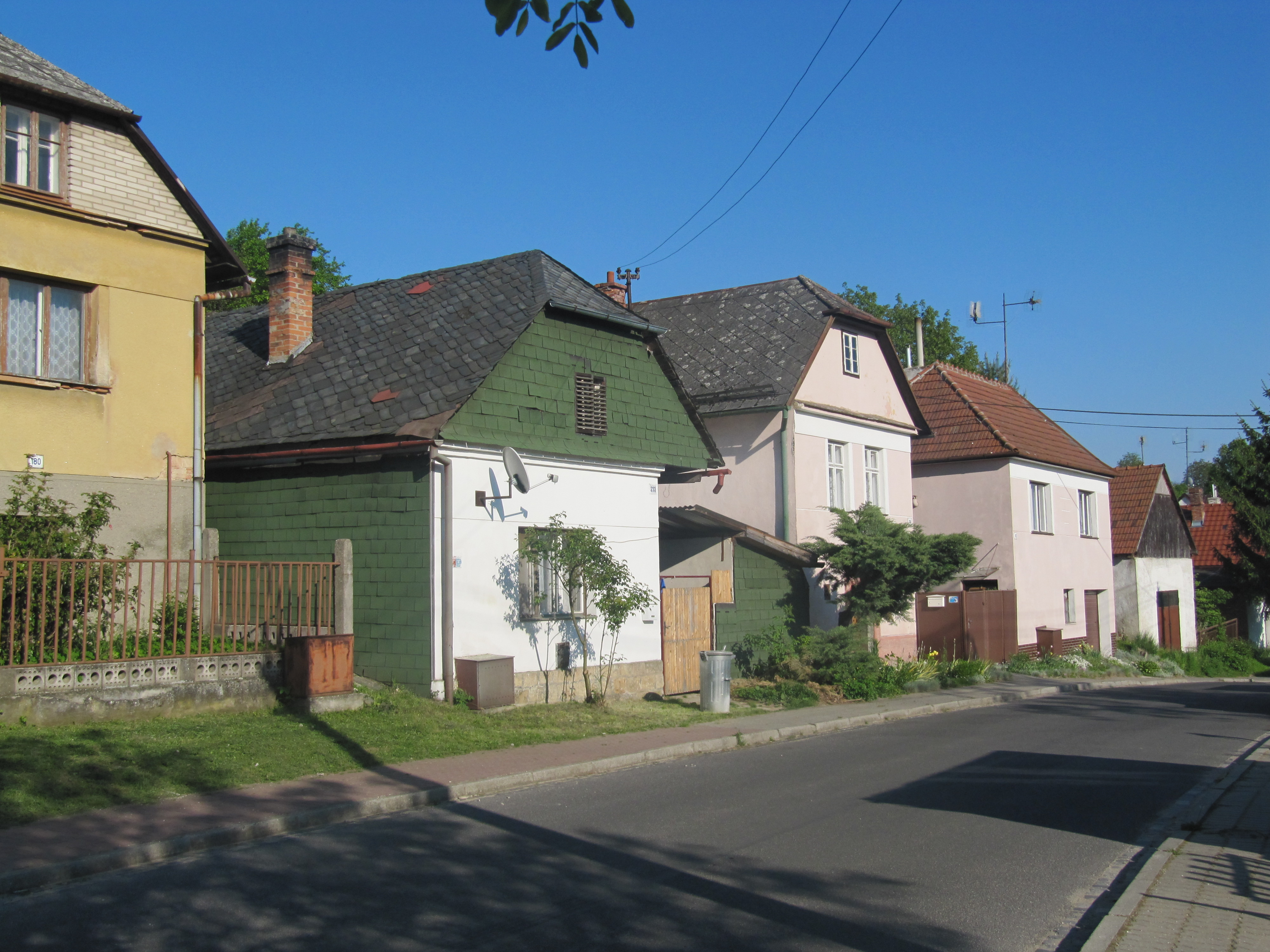
Tradiční zástavba
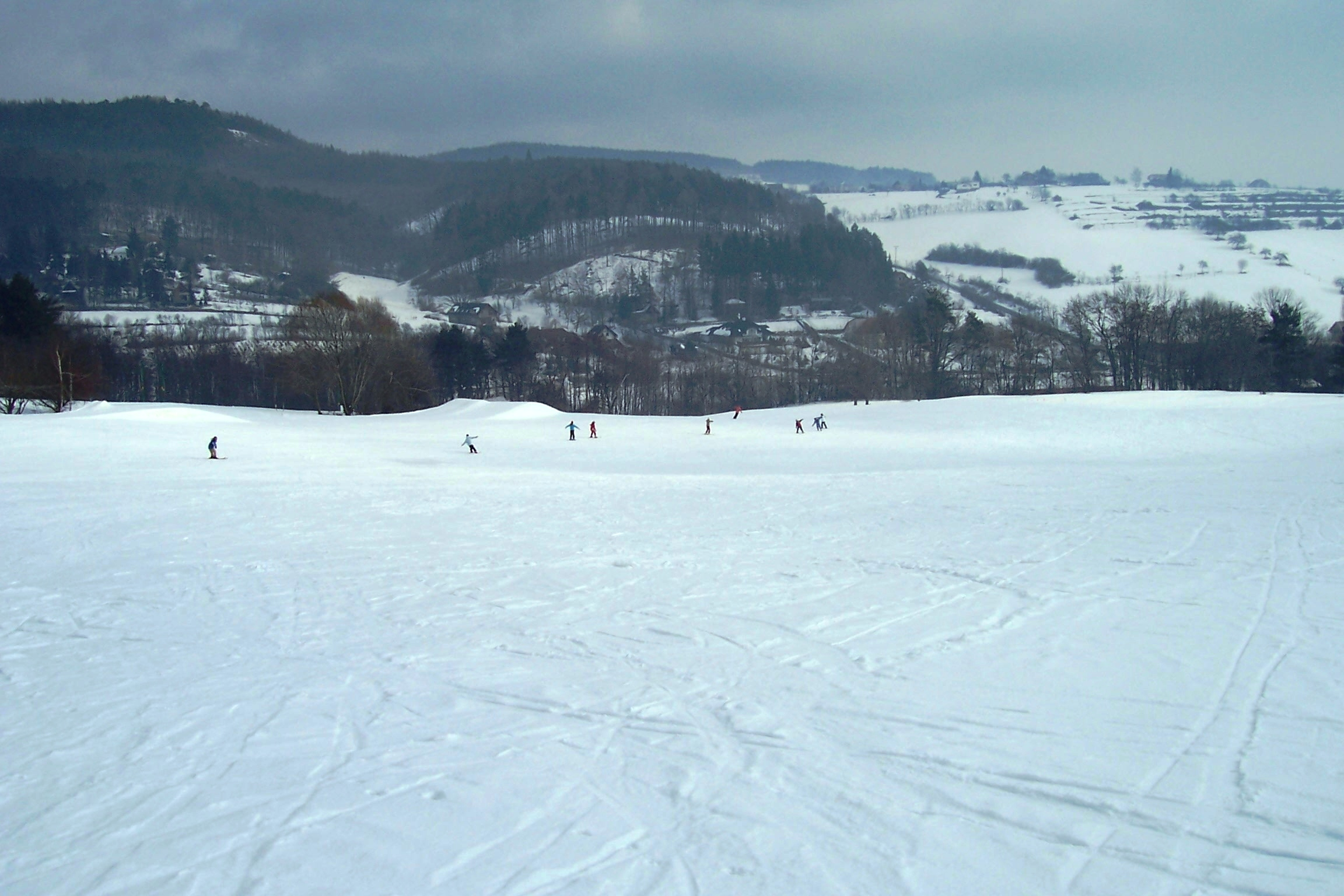
Lyžařský svah
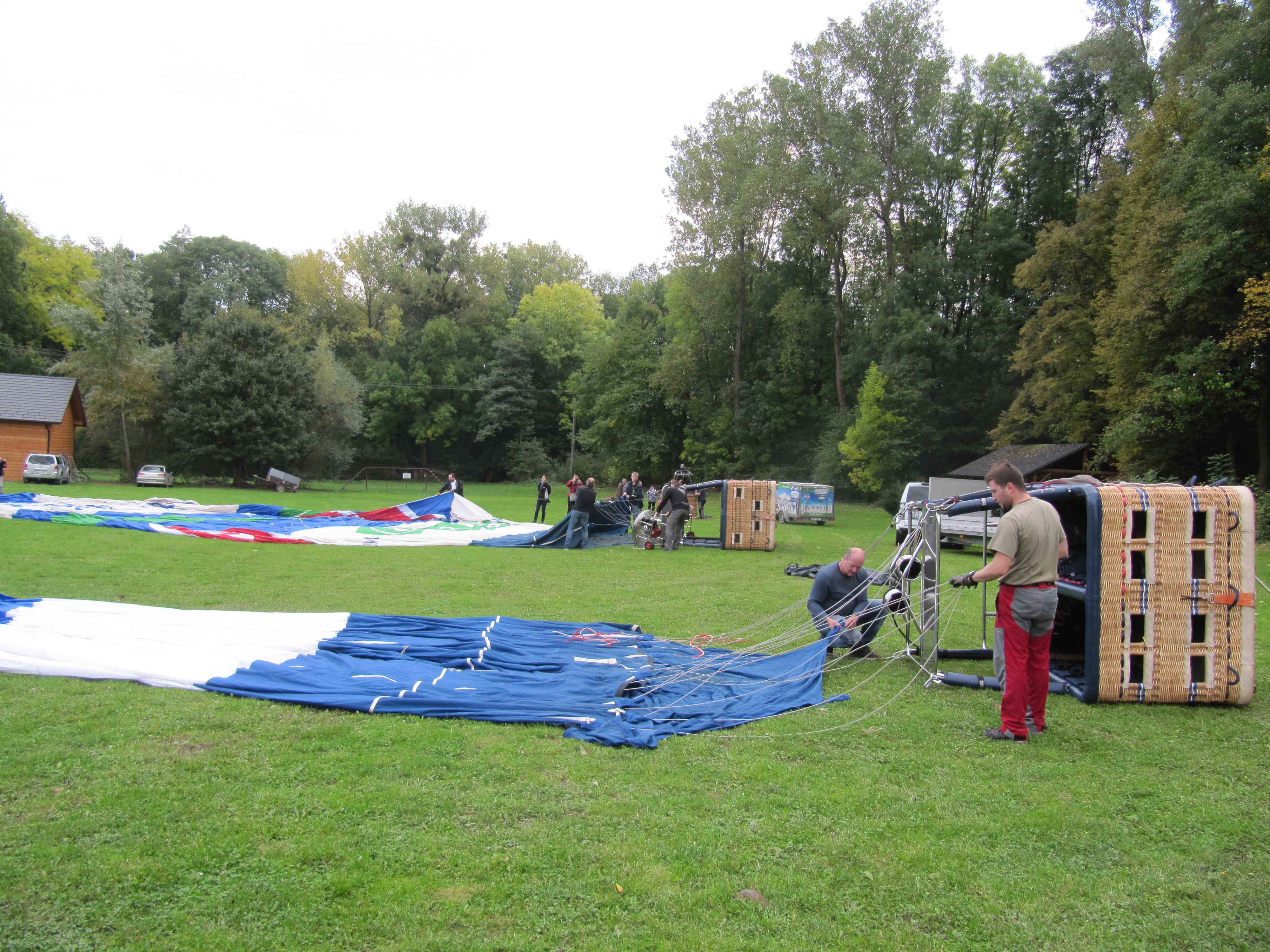
BalonCentrum Břestek
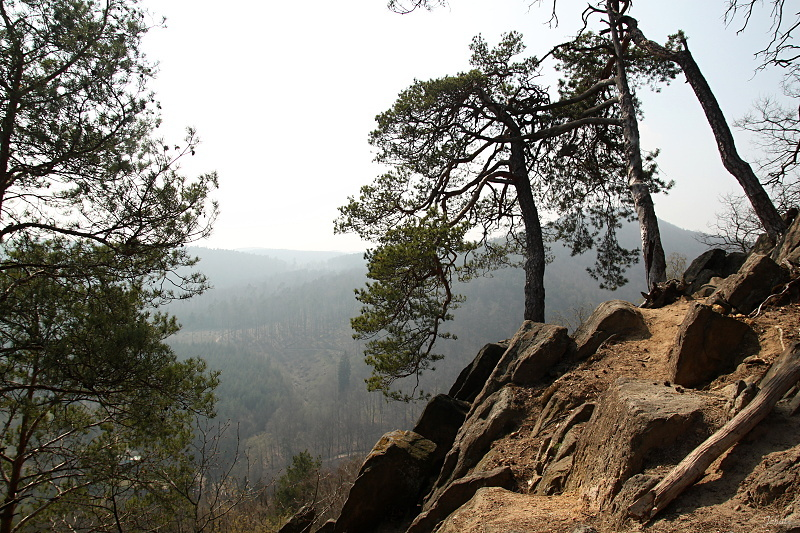
Přírodní památka Břestecká skála

## Ochrana přírody
V katastru obce se nacházejí tato chráněná území:
- Přírodní památky: Břestecká skála
- Památné stromy: Sekvojovec v Chabaních
- Evropsky významné lokality: Chřiby